# Region Borku
Region Borku (arab. بركو) – jeden z 22 regionów administracyjnych Czadu, utworzony 19 lutego 2008 r. w wyniku podziału regionu Borkou-Ennedi-Tibesti. Region rozciąga się w północnej części kraju i graniczy z Libią.

## Warunki naturalne

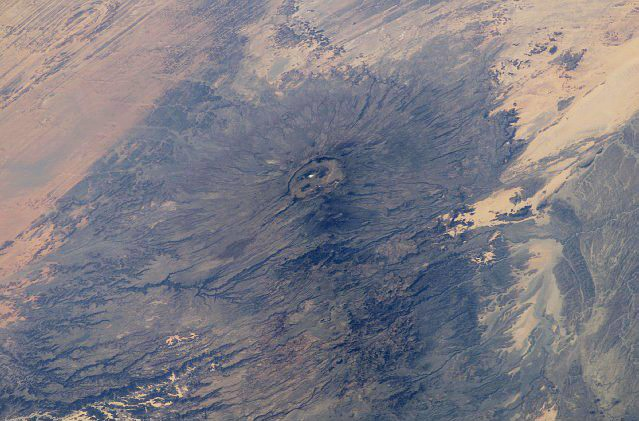
Widok fragmentu masywu Tibesti z najwyższym wzniesieniem Emi Kussi

Część obszaru regionu zajmuje masyw górski Tibesti pochodzenia wulkanicznego, będący najwyższym pasmem górskim na Saharze. Na terenie regionu Borku znajduje się najwyższy szczyt Sahary - Emi Kussi (3415 m n.p.m.). Jest to także najwyżej położony punkt Czadu.

## Departamenty
| Departament | Stolica | Prefektury                 |
| ----------- | ------- | -------------------------- |
| Borku       | Faya    | Faya-Largeau, Kouba Olanga |
| Borkou Yala | Kirdimi | Kirdimi, Yarda             |